# Ángel Correa
Ángel Martín Correa Martínez (* 9. März 1995 in Rosario, Santa Fe) ist ein argentinischer Fußballspieler. Der Angreifer stand von 2015 bis 2025 bei Atlético Madrid unter Vertrag und ist argentinischer Nationalspieler. 2025 wechselte er zu Tigres UANL. 2022 wurde er Weltmeister.

## Karriere

### Vereine

#### CA San Lorenzo
Correa begann seine Karriere beim CA San Lorenzo de Almagro und rückte dort 2013 in den Profikader. Am 31. März 2013 kam er bei der 0:1-Niederlage im Heimspiel gegen die Newell’s Old Boys zu seinem ersten Einsatz in der argentinischen Primera División, nachdem er in der 67. Minute für Enzo Kalinski eingewechselt wurde. Seinen ersten Treffer erzielte er am 11. Mai 2013 gegen Boca Juniors zum 3:0-Endstand. Im Jahr 2014 gewann er mit dem Verein die Copa Libertadores. Correa kam dabei bis zum Viertelfinale in neun Spielen zum Einsatz und erzielte zwei Tore.

#### Atlético Madrid
Nach dem Gewinn der Copa Libertadores sollte Correa zur Saison 2014/15 in die spanische Primera División zu Atlético Madrid wechseln und einen Vertrag bis 2019 erhalten. Beim Medizincheck im Mai wurden bei Correa Herzprobleme festgestellt und später ein Tumor aus einer Herzkammer operativ entfernt, sodass der Wechsel vorerst nicht zustande kam. Correa kurierte in der Folge seine Herzprobleme unter ärztlicher Aufsicht im Trainingszentrum von Atlético Madrid aus, bevor er im November 2014 ins Mannschaftstraining einstieg. Am 13. Dezember 2014 unterschrieb Correa schließlich einen – mit Öffnung des Wintertransferfensters gültigen – Vertrag über viereinhalb Jahre bis zum 30. Juni 2019. Am 22. August 2015 absolvierte er sein erstes Spiel für Atlético Madrid und debütierte beim 1:0-Sieg gegen UD Las Palmas in der Primera División, als er in der 65. Minute für Óliver Torres eingewechselt wurde. Am 19. September 2015 traf er im Spiel gegen SD Eibar eine Minute nach seiner Einwechslung zum 1:0 beim 2:0-Auswärtssieg. In der Spielzeit 2017/18 gewann Correa mit Atlético die UEFA Europa League.

### Nationalmannschaft

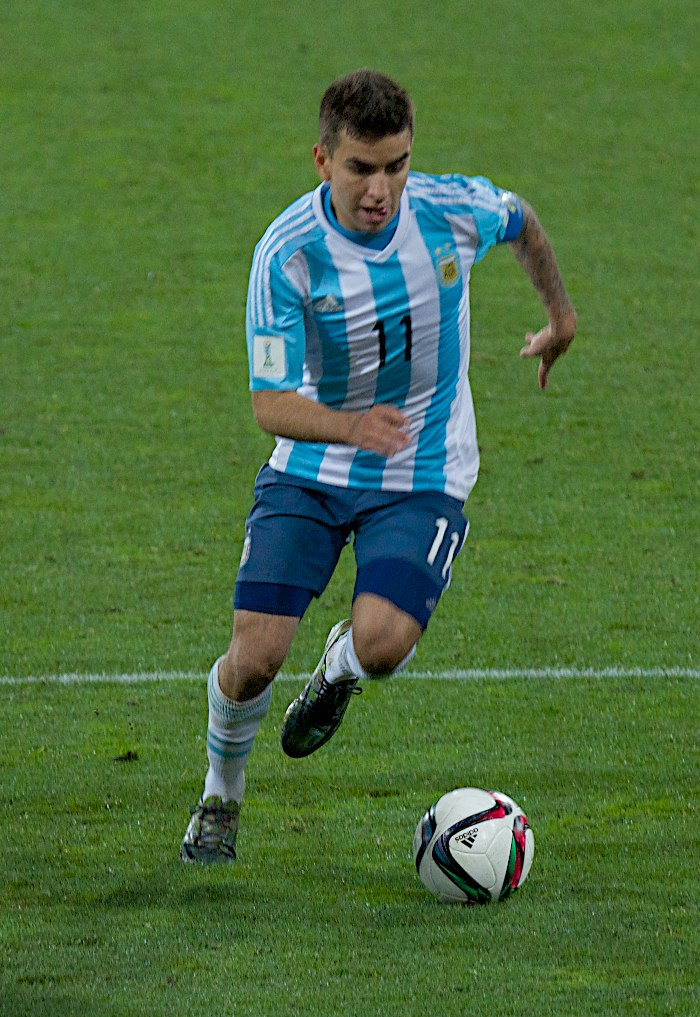
Correa im Trikot der U20-Nationalmannschaft

Correa nahm Anfang 2015 mit der argentinischen U20-Auswahl an der U20-Südamerikameisterschaft in Uruguay teil. Am 14. Januar 2015 steuerte er als Mannschaftskapitän in seinem ersten Spiel nach seiner Herz-OP einen Treffer und zwei Vorlagen zum 5:2-Auftaktssieg gegen Ecuador bei. Die entscheidende Finalrunde gewann die Mannschaft schließlich mit 13 Punkten aus fünf Spielen und wurde Südamerikameister. Correa kam im gesamten Turnier auf acht Einsätze, in denen er vier Tore erzielte. Durch den Turniersieg qualifizierte sich die Mannschaft für die U20-Weltmeisterschaft 2015 in Neuseeland, für die Correa wieder in den argentinischen Kader berufen wurde. Dort scheiterte er mit ihr bereits in der Vorrunde.
Am 5. September 2015 spielte Correa erstmals für die A-Nationalmannschaft und erzielte im Freundschaftsspiel gegen Bolivien drei Minuten nach seiner Einwechslung das Tor zum 7:0-Endstand. Für die Olympischen Sommerspiele 2016 in Rio de Janeiro wurde Correa in den argentinischen Kader berufen. Dort kam er in allen drei Gruppenspielen seiner Mannschaft zum Einsatz, die das Team hinter Portugal und Honduras auf dem dritten Platz beendete und damit ausschied.
Bei der Copa América 2021 wurde er in zwei Gruppenspielen, einem 1:0-Sieg über Paraguay und einem 4:1-Sieg gegen Bolivien, eingesetzt. Durch den 1:0-Finalsieg seines Teams am 10. Juli 2021 über Titelverteidiger Brasilien gewann er die Copa América 2021.
Für die Weltmeisterschaft 2022 in Katar wurde Correa anstelle des verletzten Nicolás González nachnominiert. Er kam beim 3:0-Halbfinalsieg gegen Kroatien per Einwechslung zu seinem einzigen Turniereinsatz und wurde mit der Mannschaft Weltmeister.

## Titel und Auszeichnungen

### Nationalmannschaft
- Weltmeister: 2022
- Copa-América-Sieger: 2021
- U20-Südamerikameister: 2015

### Vereine
International
Europa
- Europa-League-Sieger: 2018
- UEFA-Super-Cup-Sieger: 2018

Südamerika
- Copa-Libertadores-Sieger: 2014

Spanien
- Spanischer Meister: 2021

### Individuelle Auszeichnungen
- Spieler des Monats der Primera División: Januar 2022